# 2. ŽNL Dubrovačko-neretvanska 2020./21.
Ovaj članak je podtema članka: 5. rang HNL-a 2020./21.

2. ŽNL Dubrovačko-neretvanska za sezonu 2020./21. predstavlja drugi stupanj županijske lige u Dubrovačko-neretvanskoj županiji, te ligu petog stupnja hrvatskog nogometnog prvenstva. 
 
U ligi sudjeluje 8 klubova, a prvak lige je postao  "Omladinac" iz Lastova.

## Sustav natjecanja
Osam klubova igra dvokružnu ligu 14 kola).

## Sudionici
- Enkel – Popovići, Konavle
- Faraon – Trpanj
- Grk – Potomje, Orebić
- NA Libertas – Dubrovnik
- Omladinac –  Lastovo
- Putniković – Putniković, Ston
- Rat – Kuna Pelješka, Orebić
- SOŠK 1919 – Ston

## Ljestvica
| Poz. | Momčad                | U  | P  | N | I  | G+ | G– | G+/– | Bod. |
| ---- | --------------------- | -- | -- | - | -- | -- | -- | ---- | ---- |
| 1.   | Omladinac Lastovo (P) | 14 | 10 | 3 | 1  | 41 | 8  | +33  | 33   |
| 2.   | Faraon                | 14 | 10 | 2 | 2  | 37 | 19 | +18  | 32   |
| 3.   | Grk                   | 14 | 7  | 4 | 3  | 31 | 18 | +13  | 23   |
| 4.   | Putniković            | 14 | 6  | 3 | 5  | 20 | 16 | +4   | 21   |
| 5.   | NA Libertas           | 14 | 6  | 2 | 6  | 26 | 18 | +8   | 20   |
| 6.   | SOŠK 1919 Ston        | 14 | 4  | 2 | 8  | 22 | 34 | −12  | 14   |
| 7.   | Enkel                 | 14 | 2  | 2 | 10 | 14 | 40 | −26  | 8    |
| 8.   | Rat                   | 14 | 1  | 2 | 11 | 13 | 51 | −38  | 5    |

1. ↑  2 boda oduzeta od saveza.

## Rezultatska križaljka
Ažurirano: 20. rujna 2021. 
| kratica | klub                  | ENK | FAR | GRK      | NALIB | OML | PUT | RAT | SOŠK |
| --- | --------------------- | --- | --- | -------- | ----- | --- | --- | --- | ---- |
| ENK | Enkel Popovići        |     | 0:3 | 0:2      | 0:3   | 0:4 | 3:1 | 0:2 | 3:1  |
| FAR | Faraon Trpanj         | 2:1 |     | 4:2      | 4:2   | 1:2 | 1:0 | 5:3 | 4:1  |
| GRK | Grk Potomje           | 6:2 | 2:3 |          | 2:2   | 0:0 | 2:1 | 6:1 | 4:1  |
| NALIB | NA Libertas Dubrovnik | 1:1 | 2:1 | 3:0 p.f. |       | 0:1 | 1:2 | 4:0 | 3:0  |
| OML | Omladinac Lastovo     | 6:0 | 0:0 | 0:0      | 4:1   |     | 4:0 | 6:0 | 8:1  |
| PUT | Putniković            | 2:1 | 1:1 | 0:0      | 1:0   | 1:2 |     | 7:0 | 3:1  |
| RAT | Rat Kuna Pelješka     | 3:3 | 1:5 | 0:3      | 0:4   | 1:2 | 0:1 |     | 1:4  |
| SOŠK | SOŠK 1919 Ston        | 4:0 | 2:3 | 1:2      | 2:0   | 3:2 | 0:0 | 1:1 |      |
| |                       |     |     |          |       |     |     |     |      |
| podebljan rezultat – utakmice od 1. do 7. kola (1. utakmica između klubova) rezultat normalne debljine – utakmice od 8. do 14. kola (2. utakmica između klubova) rezultat nakošen – nije vidljiv redoslijed odigravanja međusobnih utakmica iz dostupnih izvora rezultat nakošen i smanjen * – iz dostupnih izvora nije uočljiv domaćin susreta prekrižen rezultat – poništena ili brisana utakmica p – utakmica prekinuta 3:0 p.f. / 0:3 p.f. – rezultat 3:0 bez borbe |                       |     |     |          |       |     |     |     |      |

 Izvori: 

## Najbolji strijelci
Izvori:
Strijelci 10 i više pogodaka: 
| 16 golova - Zdenko Barbić (Omladinac) 13 golova - Mile Galić (Grk) 11 golova - Vinko Nobilo (Omladinac) |

 Ažurirano: 20. rujna 2021. 

## Vanjske poveznice
- zns-dn.com, Županijski nogometni savez Dubrovačko-neretvanske županije
- dalmatinskinogomet.hr
- ŽNS Dubrovačko-neretvanski, facebook stranica
- markopolosport.net
- sportnet.hr forum, 1. ŽNL Dubrovačko-neretvanska  Arhivirana inačica izvorne stranice od 14. studenoga 2018. (Wayback Machine)